# Corrente della Corea del Nord

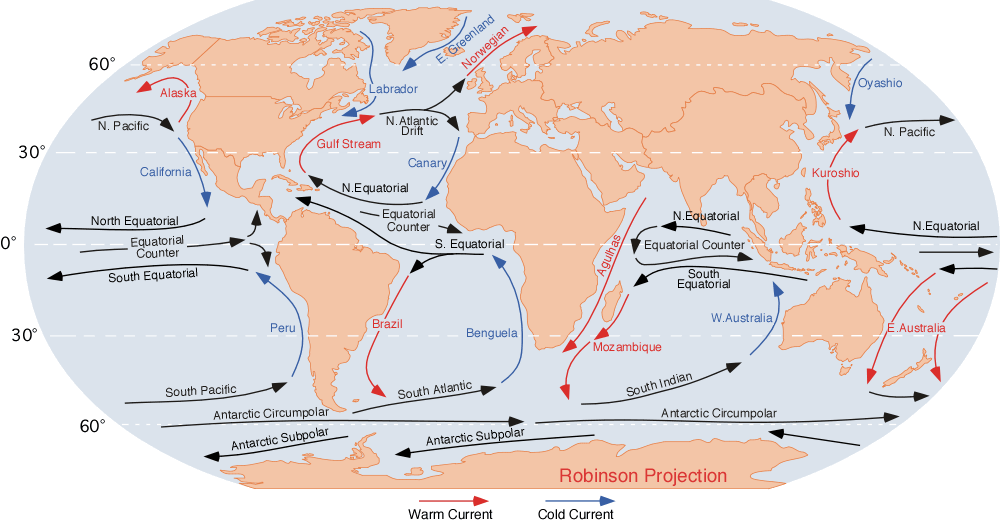
Le principali correnti oceaniche

La corrente della Corea del Nord è una corrente oceanica di acqua fredda presente nel Mar del Giappone con un flusso diretto verso sud. Proviene da Vladivostok e scorre lungo la costa orientale della penisola coreana. 
È una diramazione della corrente di Liman nel Mare di Ochotsk e fluisce con una velocità di circa mezzo nodo. Alla latitudine 37–38° N si unisce alla calda corrente della Corea orientale che ha un flusso in direzione nord. Dopo l'unione delle due correnti, il flusso si separa dalla penisola coreana.
Alla latitudine 40° N, incontra la calda corrente di Tsushima.